# Юхары-Аибасанлы
Юхары-Аибасанлы (азерб. Yuxarı Aybasanlı) — село в Айбасанлинской административно-территориальной единице Физулинского района Азербайджана, расположенное на равнине, в 3 км к юго-востоку от города Физули, у дороги Физули—Горадиз.

## Топонимика
Название села происходит от названия ветви племени джеванширов айбасанлы, которые, поселившись здесь, и основали село. Первый же компонент Юхары (Верхний) означает географическое расположение села.

## История
В годы Российской империи село Айбасанлы входило в состав Джебраильского уезда Елизаветпольской губернии.
В советские годы село входило в состав Аибасанлинского сельсовета Физулинского района Азербайджанской ССР. В селе были расположены средняя школа, клуб, библиотека и медицинский пункт. В результате Первой карабахской войны в августе 1993 года перешло под контроль непризнанной Нагорно-Карабахской Республики.
20 октября 2020 года в видеообращении к нации президент Азербайджана Ильхам Алиев объявил, что азербайджанская армия освободила село Юхары-Аибасанлы Физулинского района.

## Население
По данным «Свода статистических данных о населении Закавказского края, извлеченных из посемейных списков 1886 года» в селе Айбасанлы Шихлинского сельского округа Джебраильского уезда Елизаветпольской губернии было 53 дыма и проживало 308 азербайджанцев (указаны как «татары»), которые были шиитами по вероисповеданию и крестьянами.
По данным «Кавказского календаря» на 1912 год в селе Айбасанлу Карягинского уезда проживало 275 человек, в основном азербайджанцев, указанных в календаре как «татары».
В 1980 году в селе проживало 1070 человек. Население села занималось животноводством и возделыванием пшеницы.